# 王子直
王子直（?—?），字孝正，北魏、北周官员、军事人物。京兆郡杜陵县人，雍州主簿、東雍州長史王琳之子。
正光年間，雍州召为主簿。初任奉朝請。担任太尉府水曹行参軍，加号明威将军。孝昌元年（525年），臨淮王元彧攻打徐州，王子直以本官为元彧参軍。斩南朝梁軍主夏侯景超，击退梁軍。兵乱後，淮南民心不安，反乱履发，王子直受元彧之命招撫反乱势力，期間合肥以北都归顺北魏。永安元年（528年），担任員外散騎常侍、鴻臚少卿。普泰元年（531年）進位後軍将軍、太中大夫。贺拔岳入关中，以王子直为開府主簿，转任行台郎中。永熙三年（534年），魏孝武帝入关中，王子直被封为山北县男。
大統元年（535年），漢熾屠各在南山起兵，联系隴東屠各。王子直受宇文泰之命率泾州步骑五千讨破乱軍，平定南山。担任尚書左外兵郎中。大統三年（537年），进車騎将军，兼中书舍人。大統四年（538年），跟随宇文泰攻打東魏解洛陽之围，参加河橋之战。兼尚書左丞，出任秦州总管府司馬。大統十二年（546年），涼州刺史宇文仲和据涼州叛魏，王子直跟随隴右大都督独孤信讨平。入朝为大行台郎中，兼丞相府記室。吐谷渾攻打西平，王子直兼尚書兵部郎中，出兵隴右。吐谷渾軍在長寧川被击败。大統十五年（549年）進位車騎将軍、左光禄大夫，担任太子中庶子，兼齐王元廓友。之后行馮翊郡事。大統十六年（550年），齐王元廓出任秦隴二州牧，王子直为秦州別駕，仍兼领齐王友。随郡、安陸郡刚刚平定，王子直担任安州長史，兼別駕，加帅都督。转任并州長史。
西魏废帝元年（552年），担任使持節、大都督，行瓜州事。西魏恭帝元年（554年），召還長安，担任黄門侍郎，在官任上去世。
其子王宣礼担任柱国府参軍事。

## 延伸阅读
[在维基数据编辑]
 《周書·卷39》，出自令狐德棻《周書》
 《北史·卷070》，出自李延壽《北史》